# Jemenastrild
Der Jemenastrild (Estrilda rufibarba) ist eine afrikanische Art aus der Familie der Prachtfinken. Es werden keine Unterarten für diese Art unterschieden. Trotz seines verhältnismäßig kleinen Verbreitungsgebietes wird die Art von der IUCN als nicht gefährdet (least concern) anerkannt.

## Beschreibung
Der Jemenastrild erreicht eine Körperlänge von 10 Zentimetern. Er hat einen schwarzen Schwanz und schwarze Oberschwanzdecken. Die Körperoberseite ist bräunlich und weist bis auf den Oberkopf eine deutlich zu erkennende Querwellung auf. Ähnlich wie der Grauastrild hat der Jemenastrild einen roten Augenstreif, allerdings ist beim Jemenastrild der Schnabel schwarz. Die Wangen und die Kehle sind weißlich. Die Körperunterseite ist ansonsten weißlich isabellbraun. Die Kropfgegend und die Körperseiten weisen eine feine dunkle Querwellung auf.

## Verbreitung
Das Verbreitungsgebiet ist der Südwesten Arabiens bis in den Jemen. Der Vogel bewohnt hier höher gelegene Gebiete und zwar vor allem die Trockengebiete der Tihama-Berge. Seine Höhenverbreitung reicht von 250 bis 2.500 Meter. In Saudi-Arabien kommt er auch in der Gegend des Wadi Jawwah vor.

## Lebensraum
Der Lebensraum sind trockene Wadis und steinige Hügellandschaften mit dichtem Busch- oder Baumbestand. Er findet sich hier häufig im Tamariskengebüsch, kommt aber auch in der Nähe von Kulturland vor. Bei einer Bestandsaufnahme im Jahre 1982 hielten sich 73,5 Prozent der beobachteten Jemenastrilde in der Nähe von fließendem Wasser auf.

## Lebensweise
Die Nahrung des Jemenastrilds besteht aus kleinen Sämereien von Schilf, Gras und Wildstauden. Er lebt meist paarweise, nach der Brutzeit kommt er jedoch auch in Schwärmen von bis zu zweihundert Individuen vor. Er ist in dieser Zeit auch mit anderen Prachtfinkenarten vergesellschaftet, vor allem mit dem Goldbrüstchen, mit dem er gelegentlich an gemeinsamen Schlafplätzen übernachtet.
Über das Fortpflanzungsverhalten liegen aus dem Freiland bislang nur sehr wenige Erkenntnisse vor. Nach den bisherigen Beobachtungen scheint er jedoch bevorzugt in sumpfigem Gelände zu brüten.

## Belege

### Einzelbelege
1. ↑  Nicolai et al., S. 245
2. ↑  Clement et al., S. 172
3. ↑  BirdLife Factsheet, aufgerufen am 19. Juni 2010

### Weblink
- Estrilda rufibarba in der Roten Liste gefährdeter Arten der IUCN 2013.2. Eingestellt von: BirdLife International, 2012. Abgerufen am 2. Februar  2014.